# Le P'tit Clown de ton cœur
Singles de Johnny Hallyday
Itsy bitsy petit bikini
(1960) Tu parles trop
(1961)
Le P'tit Clown de ton cœur est une chanson emblématique du début des années 1960. Elle est l'adaptation française, par Georges Aber et Pierre Delanoë, du titre Cathy's Clown du duo américain The Everly Brothers.
Le P'tit Clown de ton cœur a été enregistré par plusieurs interprètes, notamment par Johnny Hallyday et Richard Anthony, leurs disques sortent tous deux en novembre 1960,, et sont un succès pour l'un et l'autre.
Il existe également une version par Blue Diamonds.

## Liste des pistes

### Version de Johnny Hallyday
EP 7" 45 tours Kili watch — Vogue EPL 7812, 1960
A1. Le p'tit clown de ton cœur (2:26)
A2. Oui j'ai (3:02)
B1. Kili watch (2:43)
B2. Ce serait bien (2:35)

### Version de Richard Anthony
EP 7" 45 tours Roly-poly / Itsy bitsy, petit bikini / Je suis fou de l’école / Le p'tit clown de ton cœur — Columbia ESRF 1293, 1960	
A1. Itsi-bitsi, petit bikini (2:30)
A2. Je suis fou de l’école (2:18)
B1. Roly-poly (2:09)
B2. Le p'tit clown de ton cœur (2:38)

## Classements
Versions de Johnny Hallyday et de Richard Anthony,
| Classement (1960)                       | Meilleure position |
| --------------------------------------- | ------------------ |
| Belgique (Wallonie Ultratop 50 Singles) | 48                 |